# マルコ・ピアツァ
マルコ・ピアツァ（Marko Pjaca、1995年5月6日 - ）は、クロアチア・ザグレブ出身のサッカー選手。HNKリエカ所属。ポジションはFW、MF。
マルコ・プヤカ、マルコ・ピャツァと表記される場合もある。

## 経歴

### クラブ
2010年に地元・ザグレブのクラブであるNKロコモティヴァ・ザグレブの下部組織へ加入し、2012年にトップチームへ昇格。同年2月24日のNKザダル戦でプロデビューを果たした。翌2012-13シーズンから徐々に出場機会を増やし、最終的にロコモティヴァで49試合9得点を記録した。
2012年に自身がキャリアをスタートさせたNKディナモ・ザグレブへ移籍。2014年12月12日に行われたUEFAヨーロッパリーグのセルティックFC戦ではハットトリックを記録し、4-3での勝利に貢献した。
2016年7月21日、ユヴェントスFCへの移籍が決定。契約は5年間、移籍金は2300万ユーロ。背番号はシモーネ・パドインの移籍により空き番号となっていた20番。ディナモ・ザグレブ時代や代表と同じ背番号である。シーズン前半はなかなか出場機会を得ることは出来なかったが、2017年2月22日チャンピオンズリーグ決勝トーナメント1回戦1stレグFCポルト戦に後半から出場し貴重な先制点を決めた。
2018年1月4日、シャルケ04へシーズン終了までのレンタル移籍が発表された。
2018年8月7日、ACFフィオレンティーナへ1シーズンのレンタル移籍（買取オプション付き）が発表された。レンタル料金は200万ユーロで、買取オプションを行使する場合、3年間で2000万ユーロを支払うことで合意したことも併せて発表された。
2020年1月31日、アンデルレヒトへシーズン終了までのレンタル移籍が発表された。
2020年9月19日、ジェノアCFCへのレンタル移籍が決定。
2021年7月28日、トリノFCは一定以上の試合出場により買い取り義務が発生するレンタルでピアツァを獲得したことを発表した。
2022年9月1日、買い取り義務付きのレンタルでエンポリFCへ移籍した。
2023年9月1日、母国のクラブであるHNKリエカへの完全移籍が発表された。

### 代表
世代別代表に選出され、2014年9月3日に行われたキプロス戦でマテオ・コヴァチッチとの交代でピッチに入り、クロアチア代表デビューを果たした。
2017年03月28日のエストニア代表との親善試合で前十字靭帯の断裂の大怪我を負う。試合当日はピッチコンディションが悪く、代表の同僚のイヴァン・ペリシッチは怒りのコメントを残している。

## 個人成績
2017年3月19日現在
| クラブ             | シーズン | リーグ | リーグ | カップ | カップ | UEFA | UEFA | その他 | その他 | 通算 | 通算 |
| クラブ             | シーズン | 出場   | 得点   | 出場   | 得点   | 出場 | 得点 | 出場   | 得点   | 出場 | 得点 |
| ------------------ | -------- | ------ | ------ | ------ | ------ | ---- | ---- | ------ | ------ | ---- | ---- |
| ロコモティヴァ     | 2011-12  | 1      | 0      | -      | -      | -    | -    | -      | -      | 1    | 0    |
| ロコモティヴァ     | 2012-13  | 17     | 2      | 6      | 2      | -    | -    | -      | -      | 23   | 4    |
| ロコモティヴァ     | 2013-14  | 31     | 7      | -      | -      | 2    | 0    | -      | -      | 33   | 7    |
| ロコモティヴァ     | 通算     | 49     | 9      | 6      | 2      | 2    | 0    | 0      | 0      | 57   | 11   |
| ディナモ・ザグレブ | 2014-15  | 32     | 11     | 7      | 0      | 8    | 3    | 1      | 0      | 48   | 14   |
| ディナモ・ザグレブ | 2015-16  | 28     | 8      | 2      | 1      | 12   | 3    | -      | -      | 42   | 12   |
| ディナモ・ザグレブ | 通算     | 60     | 19     | 9      | 1      | 20   | 6    | 1      | 0      | 90   | 26   |
| ユヴェントス       | 2016-17  | 14     | 0      | 1      | 0      | 4    | 1    | 0      | 0      | 19   | 1    |
| ユヴェントス       | 通算     | 14     | 0      | 1      | 0      | 4    | 1    | 0      | 0      | 19   | 1    |
| 総通算             | 総通算   | 123    | 28     | 16     | 3      | 26   | 7    | 1      | 0      | 166  | 38   |

## 代表歴

### 出場大会
- クロアチア代表
  - 2018 FIFAワールドカップ
  - UEFA EURO 2024

### 試合数
- 国際Aマッチ 28試合 1得点（2014年-）[14]

| クロアチア代表 | 国際Aマッチ | 国際Aマッチ |
| 年             | 出場        | 得点        |
| -------------- | ----------- | ----------- |
| 2014           | 1           | 0           |
| 2015           | 5           | 0           |
| 2016           | 6           | 1           |
| 2017           | 1           | 0           |
| 2018           | 11          | 0           |
| 2019           | 0           | 0           |
| 2020           | 0           | 0           |
| 2021           | 0           | 0           |
| 2022           | 0           | 0           |
| 2023           | 0           | 0           |
| 2024           | 4           | 0           |
| 通算           | 28          | 1           |

### 得点
| #  | 開催年月日   | 開催地 | 対戦国     | スコア | 結果 | 試合概要    |
| -- | ------------ | ------ | ---------- | ------ | ---- | ----------- |
| 1. | 2016年6月4日 | リエカ | サンマリノ | 1–0    | 10–0 | 国際Aマッチ |

## タイトル

### クラブ
NKディナモ・ザグレブ
- プルヴァHNL ： 2014-15, 2015-16
- フルヴァツキ・ノゴメトニ・クプ ： 2014-15, 2015-16

ユヴェントスFC
- セリエA ： 2016-17
- コッパ・イタリア ： 2016-17